# Georg Belwe
Georg Belwe (Berlijn, 12 augustus 1878 - Ronneburg, 1954) was een Duits typograaf, letterontwerper en leraar.
Belwe studeerde tot 1900 in Berlijn aan de Koninklijke Kunstnijverheidsschool, waar hij later zelf ook les gaf in Typografie, daarnaast werd hij in 1906 hoofd afdeling Typografie van de Academie voor Grafisch Ontwerpen en Boekdrukkunst in Leipzig. Na zijn studie richtte hij samen met F.H. Ehmcke en F.W. Kleukens het bedrijf Steglitzer Werkstatt op.
Belwe produceerde veel ontwerpen voor reclamebureaus.

## Lettertypes van Georg Belwe
- Belwe (1907), Belwe Gotisch (1912), Belwe Schrägschrift (1913), Belwe halbfett (1914) - (revival door Alan Meeks in 1976)
- Wieland (1926)
- Fleischmann (1927)
- Schönschrift Mozart (1927)
- Shakespeare Medieval (1927-1929)